# Karen Bassová
Karen Ruth Bassová (nepřechýleně: Bass, * 3. října 1953 Los Angeles, Washington) je americká politička za Demokratickou stranu. Od prosince 2022 je 43. starostkou druhého nejlidnatějšího města v USA Los Angeles. 

## Život a politické působení
Politika jí zajímala již od mládí. Již v roce 1968 se zapojila do volební kampaně Roberta Kennedyho a byla podorovatelkou Afroamerického hnutí za občanská práva. V 70. letech podporovala Kubánskou revoluci, pomáhala organizovat cesty na Kubu a sama Kubu celkem osmkrát navštívila. Po absolvování střední školy v roce 1971 studovala na San Diego State University a California State University v Dominguez Hills. Poté byla zaměstnána jako asistentka lékaře. V roce 2015 ještě vystudovala sociální práci.
V letech 1980 až 1986 byla vdaná. V roce 2006 jí zemřela dcera při autonehodě. V dubnu 2024 došlo k vloupání do jejího domu v Los Angeles.

### Politička
V letech 2004 až 2010 působila jako členka Kalifornské sněmovny reprezentantů. V letech 2006 až 2008 v ní působila jako lídryně většiny a od května 2008 do března 2010 byla jako 67. osoba ve funkci předsedkyní tohoto orgánu. Tehdy se tak stala vůbec první Afroameričankou, která kdy v historii vedla nějakou z legislativních komor napříč USA. V roce 2010 byla zvolena členkou Sněmovny reprezentantů Spojených států amerických za kalifornský 33. okrsek, v letech 2013 až 2022 nicméně reprezentovala kalifornský 37. okrsek. V letech 2019 až 2021 ve Sněmovně reprezentantů působila jako předsedkyně sdružení zvaného Congressional Black Caucus, tj. skupiny sdružující původem Afroamerické reprezentanty. 

### Vztahy s prezidenty
V roce 2015 podpořila prezidentskou kampaň Hillary Clintonové a o jejím protikandidátovi Donaldu Trumpovi uvedla, že zřejmě trpí narcistickou poruchou osobnosti a žádala jeho psychologické vyšetření. Po jeho vítězství ve volbách se odmítla zúčastnit jeho prezidentské inaugurace, podpořila navíc první i druhý impeachment proti jeho osobě. Po volbách v roce 2020 zvažoval zvolený prezident Joe Biden, že Bassovou jmenuje ministryní v jeho vládě, nakonec se tak však nestalo. 

### Starostka Los Angeles
V září 2021 oznámila, že bude kandidovat ve volbách starosty Los Angeles v roce 2022. Ústředním tématem její kampaně se stal problém bezdomovectví. V červnu 2022 vyhrála stranické primární volby na funkci a v listopadu 2022 porazila Ricka Carusa, čímž byla zvolena starostkou města. Funkce se ujala v prosinci 2022, když nahradila Demokrata Erica Garcettiho, který byl krátce poté jmenován velvyslancem USA v Indii. 
Během svého úřadování se dostala do zájmů médií například v souvislosti s lesními požáry v jižní Kalifornii v lednu 2025 nebo s protesty v Los Angeles 2025. Během požárů byla například kritizována za svou cestu do Ghany.